# 2002 au Nouveau-Brunswick
Chronologie du Nouveau-Brunswick
- 1998
- 1999
- 2000
- 2001
- 2002
- 2003
- 2004
- 2005
- 2006

Cette page concerne des événements d'actualité qui se sont produits durant l'année 2002 dans la province canadienne du Nouveau-Brunswick.

## Événements
- André Richard succède à Ernest Léger comme Archevêque de Moncton.
- 31 mars : disparition du Parti Confederation of Regions du Nouveau-Brunswick.
- 12 mai : Shawn Graham est élu chef de l'Association libérale du Nouveau-Brunswick.
- 6 août : la ville Moncton devient officiellement bilingue, adopté par le maire Brian Murphy.
- 12 décembre : l'ancienne députée provinciale et fédérale Pierrette Ringuette est nommée sénatrice à Ottawa.

## Décès
- Nérée De Grâce, dessinateur et peintre.
- 1er juin : James Ernest Anderson, fonctionnaire et militaire.
- 3 septembre : Richard Geren, géologue.
- 13 septembre : George Stanley, lieutenant-gouverneur du Nouveau-Brunswick.